# Strömdalens kraftverk
Strömdalens kraftverk, beläget mellan Villastaden och Boulognerskogen i Gävle är det sjunde och näst sista kraftverket i Gavleån.
Det första kraftverket vid Strömdalen anlades i början av 1900-talet för Gävle stads räkning. Kraftverket hade då två växelströmsgeneratorer om vardera 200 kW. Ca 1910 utökades kraftverket med en tredje turbin.
1945–1950 byggdes dagens kraftverk och 1964 byggdes det ut.

## I närheten
- Silvanum
- Strömvallen